# Холли (фильм, 2006)
«Холли» (англ. Holly) — драматический фильм режиссёра Гая Моше, история двенадцатилетней девочки-проститутки и мужчины по имени Патрик, готовым помочь ей от выселения из страны.

## Сюжет
Главный герой Патрик, нечистый на руку, но с добрым сердцем. Он живёт в Камбодже, нелегально перепродаёт артефакты, имеющие историческую ценность, а также увлекается карточными играми.
Случайная встреча с девочкой-вьетнамкой по имени Холли, заставляет его взглянуть на свою жизнь, и на окружающий мир по-другому. Ей всего двенадцать лет, и она проститутка-малолетка. Ей грозит выселение из города, и проникшись к ней симпатией, Патрик всеми силами старается помочь.

## В ролях
| Актёр            | Роль   |
| ---------------- | ------ |
| Рон Ливингстон   | Патрик |
| Тхюи Нгуен       | Холли  |
| Крис Пенн        | Фредди |
| Удо Кир          | Клаус  |
| Виржини Ледуайен | Мари   |

## Факты
- Слоган фильма — «Из тысячи он пытается спасти одну».
- Гай Моше написал сценарий и поставил картину.
- Бюджет составил $ 3 миллиона.
- При просмотре лиц до семнадцати лет обязательно присутствие родителей.
- Съёмки проходили с декабря 2004 года по март 2005 года, производство самой картины заняло ещё больший период — с февраля 2004 года по июнь 2006 года
- Съёмки проходили в Камбодже, где разворачивается основное действие фильма.
- Возраст исполнительницы главной роли Тхюи Нгуен совпадал с возрастом её героини.
- Производством занималось несколько киностудий: «Autumn Entertainment», «Max Entertainment», «Priority Films» и «Vox Entertainment».
- Премьера состоялась в Великобритании 16 августа 2006 года на Кинофестивале в Эдинбурге. В США фильм был показан в рамках кинофестивалей в Милл-Валли, Хэмптоне, на Гавайях.
- В США в ограниченном прокате картина вышла 9 ноября 2007 года, на DVD — 27 января 2009 года.
- Мировой релиз состоялся ещё в ряде стран.
- Последняя роль Криса Пенна.